# Нун-Холь-Чак I
Нун-Холь-Чак I (майя: NU:N-(u)-JOL CHA:K — «?-возглавил Чак») — правитель майяского царства Мутуль со столицей в Тикале.

## Биография
Нун-Холь-Чак I был сыном предыдущего царя Мутуля Кинич-Муван-Холя II, а также братом или единокровным братом первого царя Южного Мутуля Балах-Чан-Кавиля.
В 657 году царь Канульского царства со столицей в Калакмуле Юкном-Чен II атаковал Тикаль, вследствие чего, Нун-Холь-Чак I бежал из столицы. Балах-Чан-Кавиль стал союзником Юкном-Чена II и провозгласил себя царём Тикаля. Однако в 672 году Нун-Холь-Чак I напал на столицу Южного Мутуля Дос-Пилас, вследствие чего, Балах-Чан-Кавиль ушёл в пятилетнее изгнание.
В 677 году Кануль напал на Тикаль, и Нун-Холь-Чак снова ушёл в бегство. В 679 году произошло решающее сражение между Нун-Холь-Чаком и Балах-Чан-Кавилем. В нём одержал победу Балах-Чан-Кавиль, вероятно при помощи Кануля и его союзников. Вероятно, после битвы Нун-Холь-Чака был принесён в жертву, однако его точная дальнейшая судьба неизвестна.
В Северном акрополе в Тикале есть два предполагаемых мест захоронения Нун-Холь-Чака I: Храм 35 и Захоронение 23 под Храмом 33.
Сын Нун-Холь-Чака I от «Леди Ягуаровое Сиденье» Хасав-Чан-Кавиль I воцарился в 682 году.